# Milivoj Jambrišak
Milivoj Jambrišak (Zagreb, 15. svibnja 1878. — Vitovlje, 10. prosinca 1943.), bio je hrvatski liječnik, diplomat i političar, sudionik Prvog balkanskog rata, Prvog svjetskog rata i Narodnooslobodilačke borbe, član Predsjedništva ZAVNOH-a i Nacionalnog komiteta oslobođenja Jugoslavije.

## Životopis
Milivoj Jambrišak rođen je 15. svibnja 1878. godine u Zagrebu. Studij medicine pohađao je i završio je u Innsbrucku i Grazu (1896. – 1903.). U Zagrebu je upisao i pohađao studij prava (1910. – 1912.), no nije ga završio. Kao liječnik-dragovoljac stupio je u srpsku vojsku 1912. godine za vrijeme Prvoga balkanskog rata. Godine 1914., bio je mobiliziran je u austro-ugarsku vojsku, a 1916. zarobljen na austro-ruskom bojištu u Galiciji. U Rusiji je kao dragovoljac pristupio u Prvu srpsku dobrovoljačku diviziju, organiziranu u Odesi. 
Krajem 1916. godine postao je član Jugoslavenskog odbora u Londonu i kao njegov delegat djelovao pri Dobrovoljačkom korpusu Srba, Hrvata i Slovenaca, sve do listopadskih dana 1917. godine. Pošto je dr. Franko Potočnjak napustio Rusiju, Jambrišak je postao novi predstavnik Jugoslavenskog odbora i u Rusiji proveo razdoblje obiju revolucija, boraveći naizmjence u Petrogradu i Odesi.
U rujnu 1943. godine stupio je u Narodnooslobodilački pokret (NOP), a u listopadu na Drugom zasjedanju ZAVNOH-a u Plaškom bio je izabran za člana njegova Predsjedništva. Na Drugom zasjedanju AVNOJ-a sudjelovao je kao delegat iz Hrvatske i imenovan je povjerenikom za narodno zdravlje u Nacionalnom komitetu oslobođenja Jugoslavije (NKOJ). Na putu iz Jajca na oslobođeni teritorij Hrvatske, umro je na planini Vlašiću, 10. prosinca 1943. godine. Pokopan je kod sela Vitovlja.